# Funa Nakayama
Funa Nakayama (født 17. juni 2005) er en japansk skateboarder.
Hun repræsenterede Japan under sommer-OL 2020 i Tokyo, hvor hun tog bronze i street.